# I. Tóth Zoltán
I. Tóth Zoltán, ritkábban Inokai Tóth Zoltán (Versec, 1911. augusztus 11. – Budapest, 1956. október 25.) történész, akadémikus, az ELTE Történettudományi Karának dékánja, az 1956-os forradalom mártírja.

## Élete, pályája

### Romániában
A Bánságban született, ahol a mindennapi élet része volt a magyarok, románok, szerbek és svábok együttélése. Középiskoláit a temesvári Piarista Gimnáziumban végezte magyar nyelven, de az érettségi vizsgát már román nyelven kellett letennie (1929). A kolozsvári I. Ferdinand Egyetem bölcsészeti karán, történelem szakon folytatta tanulmányait, de párhuzamosan a református teológiára is beiratkozott, sőt zenét is tanult. Egyetemi évei alatt az IKE-ben tevékenykedett, és csatlakozott az Erdélyi Fiatalok mozgalmához.
Diákévei alatt meghatározó élménye volt, ami történészként a román nacionalizmus kutatására fordította figyelmét, hogy érettségije évében a magyar diákok kilencven százaléka elégtelen osztályzatot kapott, mert egy miniszteri rendelet miatt idegen bizottság előtt, románul kellett érettségizniük. Másik szakmailag fontos élménye volt, hogy egyetemi évei idejében tűnt fel az a román történésznemzedék, amely már kritikusan viszonyult a korábbi román történelemtudomány "nemzeti messianizmusához". (A kolozsvári román egyetem ekkori nagy történész alakjai: Alexandru Lapedatu, Stefan Mate, Ioan Lupa, Silviu Dragomir.) Történészként I. Tóth Zoltán is következetesen elutasított minden nacionalista hatást – de ez nem akadályozta meg abban, hogy hazafiként viselkedjen.
1933-ban pappá szentelték, de amikor 1934-ben világtörténelem–román, történelem–földrajz szakcsoportokból tanári oklevelet szerzett, tanári állást vállalt Szatmárnémetiben (1934–41), közben (1937–39) ösztöndíjasként a párizsi Sorbonne előadásait hallgatta. Akkori doktori értekezését (Az erdélyi románok és a francia közvélemény a XIX. században) a háború közbejötte miatt nem védhette meg.
A második bécsi döntést követően a kolozsvári Egyetemi Könyvtár segédőreként teljes idejét a kutatásnak szentelhette (1941). 1942-től az Erdélyi Tudományos Intézet tanára, ebben a minőségben lett feladata egy nagy nemzetiségi bibliográfia összegyűjtésének megszervezése és vezetése. Munkája az anyaintézethez, a Teleki Pál Tudományos Intézethez kötötte, ezért Budapestre költözött, ahol 1944-ben Az erdélyi román nacionalizmus első százada (1697–1792) című értekezésével elnyerte a doktori címet. Ősszel az intézeti anyagot és családját a bombázások elől Balatonfüredre menekítette, ott érte a háború vége.

### Magyarországon
A második világháború után a Történettudományi Intézetben dolgozott, amely előbb Teleki Intézet, majd 1947-től Kelet-Európai Tudományos Intézet néven működött. 1948-ban magántanárrá habilitálták, majd az 1949-ben alakult Történettudományi Intézetben megbízták a Szovjetunió és a népi demokráciák története osztály vezetésével. Egy év múlva az osztály kebelében nemzetiségi munkaközösséget szervezett. 1952-ben Kossuth-díjjal tüntették ki. 1953-ban az Eötvös Loránd Tudományegyetemen létesített új tanszék (a népi demokratikus országok története) élére állították, majd az önállósított Történettudományi Kar dékánja lett. 1956-ban az MTA levelező tagjává választották. Ezekben az években – mint az MTA Történeti Állandó Bizottságának, a Magyar Történelmi Társulat alelnöke, az Újkori magyar történeti szekció elnöke – aktív része volt az e testületek által képviselt tudománypolitika kidolgozásában.

### 1956-ban
Az 1956-os forradalom idején közvetíteni próbált a forradalmi ifjúság és a hatalom között. 1956. október 25-én, a Kossuth téri vérengzés idején egy előre bejelentett delegációt vezetett a Parlament közelében, az Akadémia utcában lévő pártközpontba, hogy elmondja, mit kívánnak a tüntető diákok. Az épület kapuja közelében azonban szovjet golyók megölték.

### Fő művei
- Magyar utazók Nyugat-Európában a XIX. sz. első felében (Nagyvárad, 1939)
- Iorga Miklós és a székelyek román származásának tana. (Kolozsvár, 1941, Erdélyi Tudományos Füzetek 128.)
- A román történettudomány és a székelyföldi románság kérdése. (Kolozsvár, 1942, Erdélyi Tudományos Füzetek 145.)
- Tuhutum és Gelou. Hagyomány és történeti hitelesség Anonymus művében (Századok, 1945-1946)
- Az erdélyi román nacionalizmus első százada, 1697-1792 (Budapest, 1946, jóval később románul is kiadták)
- Klein Sámuel és az erdélyi román felvilágosodás (Kolozsvár, 1947)
- Varga Katalin (Budapest, 1951)
- Parasztmozgalmak az Erdélyi Érchegységben 1848-ig (Budapest, 1951, románul Bukarest, 1955)
- A Szemere-kormány nemzetiségi politikája (Budapest, 1952)
- Kossuth és a nemzetiségi kérdés 1848-49-ben (Kossuth-Emlékkönyv, Budapest, 1952)
- A sok nemzetiségű állam néhány kérdéséről az 1848 előtti Magyarországon (Budapest, 1955)
- Bãlcescu Miklós élete (Budapest, 1958)
- Az erdélyi és magyarországi román nemzeti mozgalom 1790-1848 (Budapest, 1959)
- Magyarok és románok (Tanulmányok Csatári Dániel életrajzi bevezetőjével és I. Tóth Zoltán műveinek bibliográfiájával, Budapest, 1966)

Szerkesztette a Magyar történeti bibliográfia 1825-1867 3 kötetét 1950-ben. (A 4. kötetet  Kemény G. Gábor és Katus László szerkesztette meg I. Tóth Zoltán halála után 1959-ben.)

### Történetírói munkásságáról
Történetírói munkásságának egésze a megbékélésnek, a Kárpát-medencei népek közelítésének jegyében fogant. Az Erdélyi Fiatalok szellemi légkörében formálódó nézeteinek első írásos megnyilatkozása (Új magyar ifjúság: új magyar demokrácia) a Temesvári Hírlapban jelent meg (1931). Nemzedéke nevében vallotta, hogy az új történelmi helyzet új feladat elé állította a magyar ifjúságot: „Az ezeréves álom szertefoszlása új vagy azelőtt mostohán kezelt valóságokat vetett fel, és tett az ifjú generáció állandó töprengésének tárgyává… Íme egy hatalmas új feladat: A MAGYAR DEMOKRÁCIA megvalósítása.” Hitvallását szélesebb társadalmi és földrajzi keretbe ágyazva egy másik írásában is leszögezte: „Mi nem ismerhetünk mást, mint minden képességünket latba vetni ama távoli vagy nem is nagyon távoli, de mindenesetre nemes cél érdekében, hogy a kis, kevert népű Erdély az általános emberiség tényleg még nagyon távoli testvériségének előszobája lehessen.” Ilyen gondolatok vezették el kutatói pályáján a nemzetiségi kérdés vizsgálatához. Tanulmányaival – saját bevallása szerint – kettős célt követett: „1. A valóság minden érdektől független feltárását és 2. a magyarságnak az igazság feltárása által való szolgálatát.”
Nemzetiségtörténeti kutatásainak első, nyilvánosságot kapott terméke Az erdélyi románok a XIX. században c. fejezet A románok története (Budapest, 1941) Gáldi László és Makkai László szerkesztette kötetében, ahol szakít a magyar történeti irodalomban addig uralkodó szemlélettel, amely az erdélyi románság nemzeti mozgalmát egyetlen szűk csoport érdekeire vezette vissza, és kísérletet tesz a román nemzeti öntudat kialakulási folyamatának fölvázolására. Doktori értekezése (1944) s annak kibővített változata (1946) e folyamat egy évszázaddal korábbi előzményeit világítja meg. A tekintélyes ismeretanyagra épülő monográfia célja – a szerző fogalmazása szerint – „a történeti valóság kérlelhetetlen őszinteségű bemutatása nem egyik vagy másik nacionalizmus, hanem az emberiség, közelebbről a Duna-táji népek közös érdekében”. A nemzetiségi kérdés eredőinek kutatása rendjén szigorú vizsgálat alá vetette a gesták és a krónikák magyar–román vonatkozású adatait, szétválasztva a történeti tényeket a költött elemektől (Tuhutum és Gelou. Hagyomány és történelmi hitelesség Anonymus művében. Századok, 1945–46; Erdély és népei gestairodalmunkban. Kéziratban).
Addigi munkásságának folytatásaként tervezte a magyar–román viszony legösszetettebb mozzanatának, az 1848–49-es eseményeknek a megírását, de csak a résztanulmányokig jutott el. Ezek egyike a Kossuth és a nemzetiségi kérdés a reformkorban és 1848–1849-ben (in: Kossuth Emlékkönyv. II. Bp. 1952), amelynek érdeme a magyar és a nemzetiségi mozgalmak közös szálainak fölgombolyítása. A résztanulmányokból nőtt ki Bălcescu-életrajza is (Budapest, 1958), ezt – Csatári Dánielnek a posztumusz kiadás előszavában megfogalmazott véleménye szerint – „joggal tekinthetjük a magyar–román szellemi közeledés olyan jelentős alkotásának, amelyen alkotója pályájának eddigi legmagasabb szintjére jutott el”.
A magyar–román népi összefogás szép példáját mutatta fel Varga Katalin-életrajzában. E témához kapcsolódik a Parasztmozgalmak az Erdélyi Érchegységben 1848-ig (Budapest, 1951) című monográfiája, amely egyként kivívta a magyar és román történészek elismerését. Az erdélyi és magyarországi románok az abszolutizmus korában c. dolgozata kéziratban maradt. Több munkája – köztük magyar, román, szlovák nyelvűek – halála után jelent meg.

## Emlékezete
- 2005-ben Nagy Ernő Ötvenhat címmel dokumentumfilmet készített a Bölcsészkaron 1956-ban működő Kolhoz Körről, amelyben egy 1985-ös archív felvételen Hanák Péter történész – aki a lövöldözésben maga is golyót kapott a lábába – emlékezik meg I. Tóth Zoltán haláláról.
- 2006. október 20-án Sólyom László köztársasági elnök és Vizi E. Szilveszter, a Magyar Tudományos Akadémia elnöke leplezte le I. Tóth Zoltán Vígh Tamás alkotta mellszobrát, az emlékbeszédet Szabad György akadémikus mondta.